# Liste öffentlicher Bücherschränke im Hohenlohekreis
In der Liste öffentlicher Bücherschränke im Hohenlohekreis sind öffentliche Bücherschränke für Orte, die zum Hohenlohekreis in Baden-Württemberg gehören, aufgeführt. Sie ist primär nach Orten sortiert, unabhängig davon, ob es sich um Ortsteile, Gemeinden oder Städte handelt. Der Artikel ist Teil der übergeordneten Liste öffentlicher Bücherschränke in Baden-Württemberg. Ein öffentlicher Bücherschrank ist ein Schrank oder schrankähnlicher Aufbewahrungsort mit Büchern, der dazu dient, Bücher kostenlos, anonym und ohne jegliche Formalitäten zum Tausch oder zur Mitnahme anzubieten. Die Liste erhebt keinen Anspruch auf Vollständigkeit.

## Öffentliche Bücherschränke im Hohenlohekreis
Derzeit sind im Hohenlohekreis 9 öffentliche Bücherschränke erfasst (Stand: 3. August 2025):
| Bild | Ausführung    | Ort                         | Seit    | Anmerkung | Geokoordinaten                          |
| ---- | ------------- | --------------------------- | ------- | --- | --------------------------------------- |
|      | Bücherhütte   | Crispenhofen (Weißbach)     |         | „Bücherstüble“ mit mehreren Regalen in einer kleinen Hütte                                                                                        | ⊙ Brunnengasse 13                       |
|      | Bücherregal   | Dimbach (Bretzfeld)         |         | In der Bushaltestelle Dimbach Mitte | ⊙ Willsbacher Straße 3                  |
|      | Bücherschrank | Künzelsau                   | 05/2021 | Büchertauschbox Künzelsau | ⊙ Am Hohenberg 1                        |
|      | Bücherregal   | Oberohrn (Pfedelbach)       |         | | ⊙ Steinbacher-Tal-Straße 39             |
|      | Bücherregal   | Öhringen                    |         | Im Gebäude des Öhringer Hauptbahnhofs, nur während der Öffnungszeiten der Tourismusinformation Mobiz zugänglich (Mo–Fr 7:15–18:30, Sa 9:00–12:30) | ⊙ Bahnhofstraße 1                       |
|      | Bücherschrank | Öhringen                    |         | Vor dem Mehrgenerationenhaus | ⊙ Hunnenstraße 12                       |
|      | Bücherzelle   | Sindringen (Forchtenberg)   |         | Kleine Sta(d)tt-Bücherei | ⊙ Limesstraße                           |
|      | Bücherzelle   | Untersteinbach (Pfedelbach) |         | | ⊙ Mühlenweg 14                          |
|      | Bücherregal   | Weißlensburg (Bretzfeld)    |         | Mehrere Regale in der Bushaltestelle | ⊙ Ecke Neuenstadter Straße/Schauinsland |

## Statistik
Für einen Vergleich zu den anderen Land- und Stadtkreisen Baden-Württembergs sowie zum Landesdurchschnitt siehe die Statistik öffentlicher Bücherschränke in Baden-Württemberg.